# Sara gula
Ne doit pas être confondu avec Goula (langue).
Le sara gula (ou gula) est une langue bongo-bagirmi du Tchad.